# Naucrates ductor

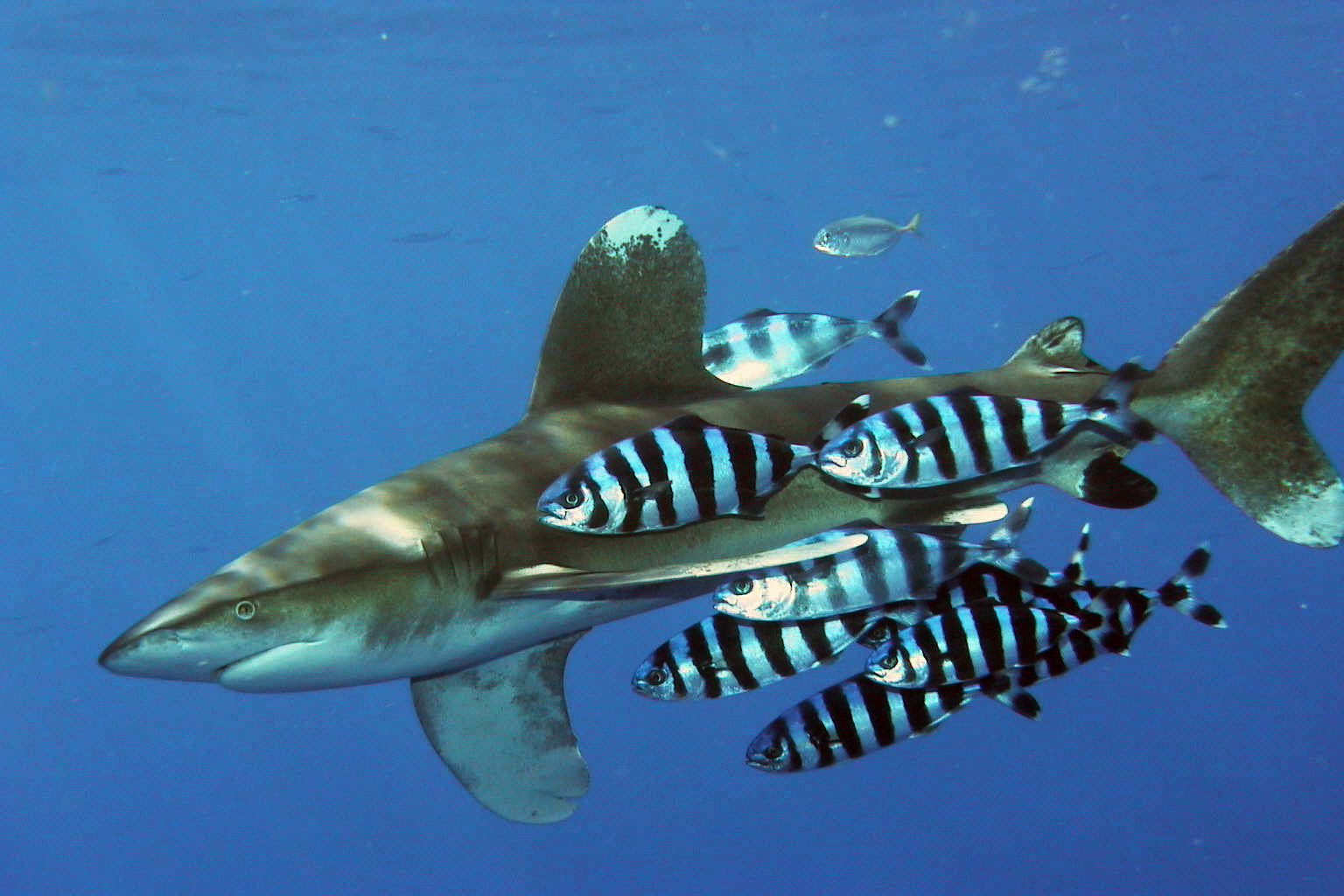
Un grupo de peces pilotos acompaña a un tiburón oceánico de punta blanca, Carcharhinus longimanus.

El pez piloto (Naucrates ductor) es una especie de pez perciforme de la familia Carangidae. Está muy extendido, vive en mar abierto en aguas templadas o tropicales.
El pez piloto es famoso porque acompaña a los barcos y los tiburones, al parecer para alimentarse de sus parásitos y restos de comida. Su relación con los tiburones es prácticamente simbiótica: es rarísimo que un tiburón se coma a un pez piloto, y se ha visto a peces piloto entrar en la boca de tiburones para limpiar los restos de comida de sus dientes. 

## Cultura
Los marinos griegos de la antigüedad creían que el pez piloto, que aparecía en torno a sus barcos cuando se acercaban a tierra, intentaban guiarlos de vuelta al puerto, por lo que les dieron este nombre: pez piloto (en griego πομπίλος pompilos). Hay un personaje mitológico de este nombre: Pómpilo. Era un marino al que el dios Apolo convirtió en pez piloto por haber ayudado a huir en su barco a su pretendida Ocírroe (nombre parlante que significa ‘la de fluir rápido’).